# Little Queen
Little Queen (с англ. Маленькая королева) — второй альбом группы Heart, выпущенный в мае 1977 года лейблом Portrait Records и повторно, уже на Epic Records, в июне 2004 года с добавлением двух песен. Пластинка заняла 9-е место в хит-параде Billboard Top LPs & Tape, синглы «Barracuda», «Kick It Out» и «Little Queen» заняли 11-е, 79-е и 62-е места соответственно в хит-параде Billboard Pop Singles. Песня «Barracuda» вошла как саундтрек к компьютерных играх GTA San Andreas, Prey, Guitar Hero и в фильмах Двойной Удар и Рокки 2 и мультсериал Бивис и Баттхед.

## Список композиций
| №  | Название                                    | Автор(ы)                                               | Длительность |
| -- | ------------------------------------------- | ------------------------------------------------------ | ------------ |
| 1. | «Barracuda»                                 | Энн Уилсон, Роджер Фишер, Нэнси Уилсон, Майкл Дерозьер | 4:20         |
| 2. | «Love Alive»                                | Роджер Фишер, Энн Уилсон, Нэнси Уилсон                 | 4:21         |
| 3. | «Sylvan Song» (инструментальная композиция) | Роджер Фишер, Нэнси Уилсон                             | 2:12         |
| 4. | «Dream of the Archer»                       | Роджер Фишер, Энн Уилсон, Нэнси Уилсон                 | 4:30         |
| 5. | «Kick It Out»                               | Энн Уилсон                                             | 2:44         |

| №  | Название        | Автор(ы)                                                                         | Длительность |
| -- | --------------- | -------------------------------------------------------------------------------- | ------------ |
| 1. | «Little Queen»  | Энн Уилсон, Нэнси Уилсон, Роджер Фишер, Майкл Дерозьер, Стив Фоссен, Говард Лизи | 5:10         |
| 2. | «Treat Me Well» | Энн Уилсон                                                                       | 3:24         |
| 3. | «Say Hello»     | Роджер Фишер, Энн Уилсон, Нэнси Уилсон                                           | 3:36         |
| 4. | «Cry to Me»     | Энн Уилсон, Нэнси Уилсон                                                         | 2:51         |
| 5. | «Go On Cry»     | Роджер Фишер, Энн Уилсон, Нэнси Уилсон                                           | 5:52         |

| №  | Название                                                                    | Автор(ы)                               | Длительность |
| -- | --------------------------------------------------------------------------- | -------------------------------------- | ------------ |
| 1. | «Too Long a Time» (ранняя демо-версия песни «Love Alive»)                   | Энн Уилсон, Роджер Фишер, Нэнси Уилсон | 3:30         |
| 2. | «Stairway to Heaven» (запись с концерта в Aquarius Tavern, Сиэтл, 1976 год) | Роберт Плант, Джимми Пейдж             | 9:20         |

## Участники записи
Список составлен по сведениям базы данных Discogs.
Heart:
- Энн Уилсон — ведущий вокал (песни А1, А2, А4, А5, Б1, Б3–Б5), флейта (песня А2)
- Нэнси Уилсон — акустическая гитара (песни А1, А2, А4, Б1–Б4); автоарфа (песни А2, А4); вокал (песни А2, А4, А5, Б1, Б3, Б4); мандолина (песни А3, А4); фортепиано (песня А5); электрогитара (песни Б2, Б5); блюзовая гармоника, ведущий вокал (песня Б2)
- Роджер Фишер — соло-гитара (песни А1, А2, А5, Б1, Б5); мандолина (песни А3, А4); электрогитара (песни Б3, Б5)
- Говард Лизи[англ.] — гитара, акустическая гитара, вокал, синтезатор, пианино, меллотрон, мандолина, клавишные
- Майкл Дерозьер — оркестровые колокола (песня Б5), барабаны (tracks А1, А2, А5, Б1−Б3, Б5), табла (песня А2), перкуссия (песни А4, Б3), литавры
- Стив Фоссен — бас-гитара (песни А1, А2, А5, Б1−Б3, Б5)

Приглашённые музыканты:
- Линн Уилсон Кигл — вокал (песни Б4, Б5)
- Сил Даннингтон — вокал (песни Б4, Б5)

| Технический персонал: - Майк Фликер — музыкальный продюсер, звукорежиссёр - Базз Ричмонд — звукоинженер - Уинслоу Кутц — звукоинженер - Джон Голден — мастеринг-инженер, инженер нарезки лакового слоя | Художественное оформление: - Heart — концепция обложки - Майк Дауд — арт-директор - Мэрилин Ромен — арт-директор - Джон Кехе — дизайнер - Боб Зейдеман — фотограф |

## Позиции в хит-парадах и коммерческие показатели
| Год  | Хит-парад                                  | Высшая позиция | Пребывание |
| ---- | ------------------------------------------ | -------------- | ---------- |
| 1977 | Австралия (Kent Music Report)              | 22             | нет данных |
| 1977 | Великобритания (UK Albums Chart)           | 34             | 4 недели   |
| 1977 | Канада (RPM Albums Chart)                  | 2              | 28 недель  |
| 1977 | Нидерланды (Nationale Hitparade LP Top 20) | 9              | 7 недель   |
| 1977 | США (Billboard Top LP’s & Tape)            | 9              | 41 неделя  |
| 1977 | ФРГ (Offizielle Top 100)                   | 34             | 3 недели   |
| 1977 | Швеция (Topplistan)                        | 44             | 2 недели   |
| 1977 | Япония (Oricon)                            | 67             | нет данных |

| Хит-парад (1977)               | Позиция |
| ------------------------------ | ------- |
| Австралия (Kent Music Report)  | 58      |
| Канада (RPM Year-End)          | 15      |
| США (Billboard Top Pop Albums) | 46      |

| Регион                                                      | Сертификация  | Продажи    |
| ----------------------------------------------------------- | ------------- | ---------- |
| Канада (Music Canada)                                       | 2× Платиновый | 200 000^   |
| США (RIAA)                                                  | 3× Платиновый | 3 000 000^ |
| ^ Данные о тиражах приведены только на основе сертификации. |               |            |